# Gavin Escobar
Gavin Escobar (New York, 3 febbraio 1991 – Idyllwild-Pine Cove, 29 settembre 2022) è stato un giocatore di football americano statunitense che ha giocato nel ruolo di tight end. Fu scelto nel corso del secondo giro (46º assoluto) del Draft NFL 2013 dai Cowboys. Al college ha giocato a football all’Università statale di San Diego.

## Carriera professionistica

### Dallas Cowboys
Escobar era considerato uno dei migliori tight end selezionabili nel Draft NFL 2013 e fu scelto nel corso del secondo giro dai Dallas Cowboys. Il primo touchdown in carriera lo segnò nella settimana 3 nella vittoria contro i St. Louis Rams. Il secondo lo segnò nell'ultima gara della stagione contro i Philadelphia Eagles con una spettacolare ricezione da 17 yard. La sua stagione da rookie si concluse con 134 yard ricevute e 2 touchdown disputando tutte le 16 partite, di cui una come titolare.
Nella settimana 7 del 2014, Escobar segnò due touchdown contro i New York Giants, contribuendo alla sesta vittoria consecutiva dei Cowboys. Nella settimana 13 nella vittoria in trasferta sui Bears arrivò a quota quattro in stagione.